# Анна (телесериал, 2022)
Анна (кор. 안나) — южнокорейский сериал, написанный и срежиссированный Ли Джуён. В главных ролях: Пэ Суджи, Чон Ынчхэ и Ким Джунхан. Сюжет повествует о женщине, которая живет новой жизнью, начавшейся с маленькой лжи. Премьера сериала состоялась 24 июня 2022 года на стриминговой платформе Coupang Play.

## В ролях
- Пэ Суджи — Ли Юми / Ли Анна (кор. 이유미/이안나)
  - Ким Суин — Ли Юми в 14 лет
  - Чхве Союль — Ли Юми в 6 лет

Женщина, потерявшая свою истинную личность после того, как стала жить под другим именем из-за маленькой лжи, которую она выдумала.
- Чон Ынчхэ —  Ли Хёнджу  (кор. 이현주)

Упрямая и одинокая женщина, которую связывают напряженные отношения с Юми.
- Ким Джунхан — Чхве Джихун

Муж Юми, амбициозный человек.
- Пак Йеён — Чивон

Единственный человек, кому доверяет Ю Ми.
- Ким Джонён — Хонджу[7]

Мать Юми. Она страдает от глухоты.

## Производство
Съемки начались 15 октября 2021 года и завершились 23 марта 2022 года.

## Награды и номинации
| Год  | Награда | Категория                    | Фильм/Сериал | Итог      | Ссылки |
| ---- | ------- | ---------------------------- | ------------ | --------- | ------ |
| 2023 | Пэксан  | Лучший режиссёр              | Ли Джуён     | Номинация | [ 9 ]  |
| 2023 | Пэксан  | Лучшая актриса               | Сюзи         | Номинация | [ 9 ]  |
| 2023 | Пэксан  | Лучшая актриса второго плана | Чон Ынчхэ    | Номинация | [ 9 ]  |
| 2023 | Пэксан  | Лучший актёр второго плана   | Ким Джунхан  | Номинация | [ 9 ]  |